# Ivann Botella
Ivann Botella, né le 28 juin 1999 à Libourne en France, est un footballeur français qui joue au poste d'attaquant au SM Caen. Au total, Botella connaît trois promotions consécutives avec trois clubs différents entre 2023 et 2025 : Molenbeek, Red Star, puis La Louvière. Ce parcours rare lui vaut d’être parfois qualifié de « porte-bonheur » des montées.

## Biographie
Formé en Gironde, Botella commence sa carrière senior au Trélissac FC en National 2 lors de la saison 2017-2018. Il rejoint ensuite la réserve du RC Strasbourg (National 3), où il inscrit 21 buts en 32 matchs entre 2018 et 2020. Il poursuit son parcours à Lyon-La Duchère en National lors de la saison 2020-2021, disputant 29 matchs pour 8 buts.
En 2021, il s'engage avec le RWDM Molenbeek en Belgique, où il contribue à la montée du club en Jupiler Pro League lors de la saison 2022-2023, avec notamment 5 buts et 6 passes décisives toutes compétitions confondues. Non conservé dans le projet sportif du club après la montée, il rejoint le Red Star en 2023.
Avec le club francilien, il joue un rôle clé dans la saison 2023-2024, marquant 8 buts et délivrant 3 passes décisives en championnat, ce qui contribue à la promotion du Red Star en Ligue 2. Il est ensuite prêté en février 2025 à la RAAL La Louvière (Belgique), alors en course pour la montée en première division. Malgré un temps d’adaptation express, il s’illustre avec 3 buts, 1 passe décisive et aucun match perdu, participant activement à la montée du club.
Le 22 juillet 2025, il s’engage avec le Stade Malherbe Caen, alors en National, en quête de renfort offensif après plusieurs départs dans le secteur. Il retrouve à cette occasion Reda Hammache, responsable du recrutement caennais, qui l’avait déjà attiré au Red Star.

## Palmarès
|  |  | RWD Molenbeek Championnat de Belgique D2 - Champion : 2023 |  | Red Star FC Championnat de France D3 - Champion : 2024 |  | RAAL La Louvière Championnat de Belgique D2 - Vice-champion : 2025 |